# 中村鷹之資
中村 鷹之資（なかむら たかのすけ，1999年〈平成11年〉4月11日 - ）は、日本の歌舞伎役者。屋号は天王寺屋。定紋は鷹の羽八ツ矢車、替紋は杏葉桜。本名は渡邊 大（わたなべ だい）。東京都出身。業務提携：松竹エンタテインメント。

人間国宝・五代目中村富十郎と元女優の久邇瑳代子夫妻の長男。
4歳年下の妹・渡邊愛子は日本舞踊家として、2024年9月より『日本舞踊 芳澤流』を新しく立ち上げ『芳澤 壱ろは（）』の名前で活動を開始した。
父・富十郎の異母弟が初代中村亀鶴なので鷹之資には叔父にあたり、二代目中村亀鶴は従兄となる。
父方の祖父は四代目中村富十郎、父方の祖母・初代吾妻徳穂は日本舞踊吾妻流を再興した宗家・家元。祖母・徳穂の父、つまり鷹之資の曽祖父はフランス系のハーフで美貌の人気役者だった十五代目市村羽左衛門（※但し羽左衛門本人は生前ハーフである事は決して認めなかったと言われている）。また、祖母・初代徳穂の孫娘である当代の二代目吾妻徳穂の配偶者が四代目中村鴈治郎である為、その長男・中村壱太郎は血縁の親族にあたる。

## 人物・略歴
1999年4月11日、人間国宝・五代目中村富十郎と久邇瑳代子（元女優）夫妻の第1子、長男として誕生。
2001年4月、歌舞伎座昼の部・長唄舞踊「石橋（しゃっきょう）」の『文殊菩薩』役で、父・五代目中村富十郎と共に「中村 大」を名のり、僅か2歳で初舞台を踏む。
2005年11月、歌舞伎座「鞍馬山誉鷹（くらまやま ほまれの わかたか）」の『源牛若丸』役で、6歳の時に中村大改め「中村鷹之資（たかのすけ）」を名のり改名披露。
学習院幼稚園、学習院初等科、学習院中・高等科を経て、2022年3月学習院大学経済学部経営学科卒業。

## 受賞歴
- 国立劇場特別賞
  - 2002年12月『彦山権現誓助剣』一味斎孫弥三松[15][16]
- 国立劇場奨励賞
  - 2011年11月『元禄忠臣蔵』細川内記[17]
  - 2019年12月『孤高勇士嬢景清（ここうのゆうし むすめ かげきよ）─日向嶋─』日向嶋の里人 実ハ 土屋郡内[18]
  - 2020年11月『三社祭』悪玉[19][20]

- 芸術選奨新人賞
  - 『第九回翔之會』[21]

## 出演作品
- 家族はつらいよ（2016年） 山田洋次監督作品
- 家族はつらいよ2 （2017年）
- 妻よ薔薇のように 家族はつらいよIII （2018年）